# Lagarto FC
Der Lagarto Futebol Clube, in der Regel nur kurz Lagarto genannt, ist ein Fußballverein aus Lagarto im brasilianischen Bundesstaat Sergipe.
Aktuell spielt der Verein in der Staatsmeisterschaft von Sergipe.

## Stadion

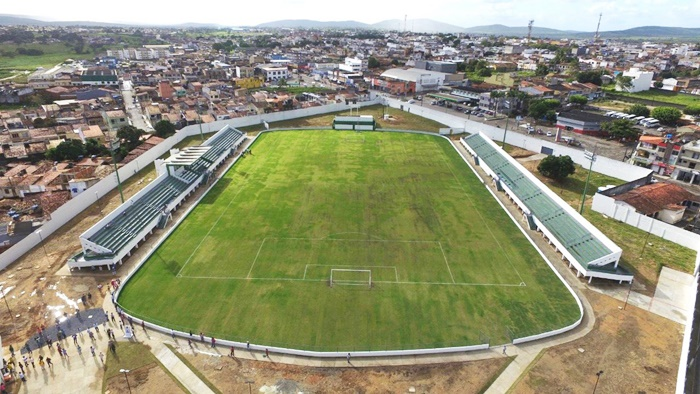
Estádio Paulo Barreto de Menezes

Der Verein trägt seine Heimspiele im Estádio Paulo Barreto de Menezes, auch bekannt als Barretão, in Lagarto aus. Das Stadion hat ein Fassungsvermögen von 8000 Personen. Eigentümer der Sportstätte ist der Bundesstaat Sergipe.

## Trainerchronik
Stand: Mai 2022
| Trainer                    | Nation    | von             | bis           |
| -------------------------- | --------- | --------------- | ------------- |
| Ranielle Damasceno Ribeiro | Brasilien | 3. Januar 2020  | 13. März 2020 |
| Betinho                    | Brasilien | 11. Januar 2021 | 31. Mai 2021  |
| Betinho                    | Brasilien | 20. Januar 2022 | 29. März 2022 |
| Givanildo Sales            | Brasilien | 8. April 2022   |               |